# Anna Stera-Kustucz
Anna Maria Stera-Kustucz (Duszniki-Zdrój, 14 novembre 1974) è un'ex biatleta polacca.

## Biografia
In Coppa del Mondo ottenne il primo risultato di rilievo il 15 gennaio 1993 a Oberhof/Val Ridanna (59ª) e l'unico podio il 6 marzo 1997 a Nagano (3ª).
In carriera prese parte a tre edizioni dei Giochi olimpici invernali, Lillehammer 1994 (62ª nella sprint, 11ª nella staffetta), Nagano 1998 (6ª nella sprint, 17ª nell'individuale, 13ª nella staffetta) e Salt Lake City 2002 (43ª nella sprint, 43ª nell'inseguimento, 54ª nell'individuale), e a sei dei Campionati mondiali, vincendo una medaglia.

## Palmarès

### Mondiali
- 1 medaglia:
  - 1 bronzo (gara a squadre[2] a Borovec 1993)

### Coppa del Mondo
- Miglior piazzamento in classifica generale: 27ª nel 1999
- 1 podio (individuale[1]), oltre a quelli ottenuti in sede iridata e validi anche ai fini della Coppa del Mondo:
  - 1 terzo posto